# Слідчий комітет Російської Федерації
Слідчий комітет Російської Федерації (СК Росії; (рос. Следственный комитет Российской Федерации) — федеральний державний орган у Російській Федерації, який здійснює повноваження у сфері кримінального судочинства й інші повноваження відповідно до законодавства.
Утворений на базі Слідчого комітету при Прокуратурі Російської Федерації. Почав свою діяльність 15 січня 2011 року. Є державною воєнізованою організацією. Наділений правом провадження попереднього розслідування у формі попереднього слідства. У СК РФ, як у Прокуратурі РФ та МНС Росії, передбачена військова, правоохоронна та федеральна громадянська держслужба. Керівником є Олександр Бастрикін, який очолює комітет з 2011 року.
Керівництво діяльністю Слідчого комітету РФ здійснює Президент країни.